# Hatvan
Hatvan [ˈhɒtvɒn] ist eine ungarische Stadt im gleichnamigen Kreis im Komitat Heves. Zur Stadt gehört der Ortsteil Nagygombos.

## Geografische Lage
Die Stadt liegt 51 Kilometer nordöstlich des Zentrums der Hauptstadt Budapest, 
58 Kilometer südwestlich des Komitatssitzes Eger, am Fluss Zagyva und südwestlich des Mátra-Gebirges. Nachbargemeinden sind Lőrinci, Ecséd, Hort, Csány, Jászfényszaru, Tura, Kerekharaszt und Heréd.

## Geschichte

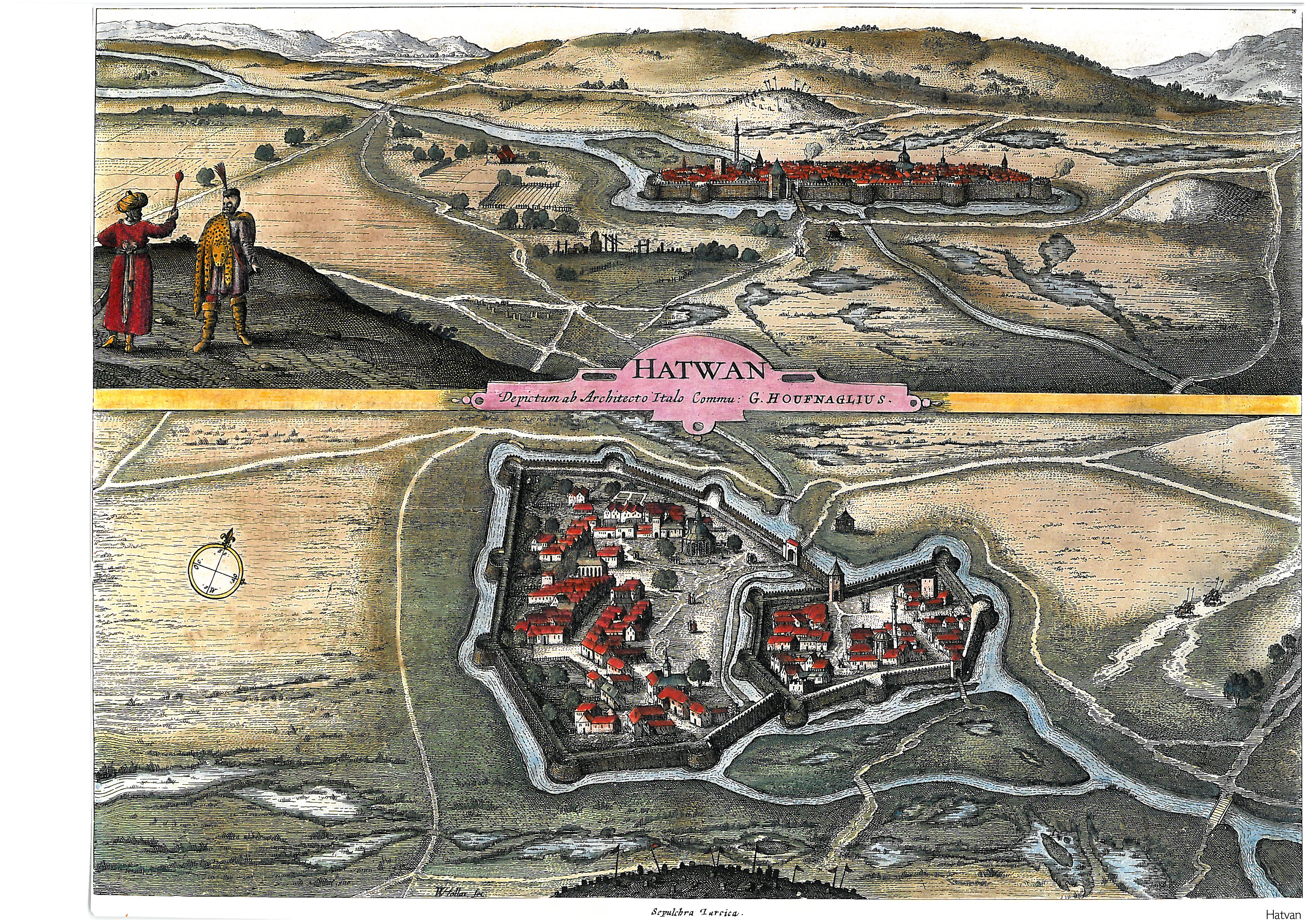
Hatvan Ende des 16. Jahrhunderts. Zeichnung von Georg Hoefnagel

In der Umgebung von Hatvan wurden Siedlungsreste aus der Zeit zwischen 5000 und 2500 v. Chr. ergraben. Aus römischer Zeit wurden in der Nähe des Strázsa-Berges Reste eines Wachturms entdeckt. Seit dem 12.–13. Jahrhundert führte durch das mittelalterliche Dorf Hatvan eine Handelsstraße, da hier eine sichere Durchquerung der Zagyva möglich war. Ab 1264 bestand in Hatvan ein Prämonstratenser-Kloster. Der Ort erhielt im 15. Jahrhundert den Rang eines Marktfleckens, bevor von 1544 bis 1686 die Türken den Ort besetzt hielten.
1746 kam Hatvan in den Besitz des Grafen Antal Grassalkovich I., der hier ein Schloss errichten ließ und deutsche Siedler aus den Erzbistümern Köln und Trier ins Land holte. In der Folgezeit nahm eine Tuchmanufaktur ihren Betrieb auf. Nach Anschluss Hatvans an das Eisenbahnnetz siedelten sich zudem italienische, deutsche und tschechische Arbeiter, sowie griechische und jüdische Händler im Ort an. Mit dem Bau einer Zuckerfabrik 1889 durch die Industriellenfamilie Deutsch-Hatvany begann die industrielle Entwicklung des Ortes. Hatvans verkehrstechnische Lage als Eisenbahnknotenpunkt führte 1944 zur Errichtung eines Sammellagers für ungarische Juden aus dem Raum Hatvan, Gyöngyös und Pásztó, von dem aus Transporte in Konzentrationslager durchgeführt wurden. Die Bahnanlagen von Hatvan waren auch Ziel des Luftangriffes vom 21. September 1944, bei dem etwa 600 Personen starben.
Nach dem Zweiten Weltkrieg wurde Hatvan im Jahr 1945 in den Rang einer Stadt erhoben. Zur Zeit der Volksrepublik Ungarn erfolgte die Verstaatlichung der Landwirtschaft und der ortsansässigen weiterverarbeitenden Industrie. Ab 1990 wandelte sich Hatvan vom regionalen Zentrum für Landwirtschaftsprodukte hin zu einem Industrie- und Dienstleistungsstandort im Ballungsraum Budapest. Die seit dieser Zeit entstandenen Städtepartnerschaften sind ein Zeichen für die nunmehr international geprägte Ausrichtung des Ortes.

## Partnerstädte
- Kokkola, Finnland, seit 1989
- Maassluis, Niederlande seit 1992
- Tavarnelle Val di Pesa, Italien seit 1996
- Jarocin, Polen seit 1997
- Târgu Secuiesc, Rumänien, seit 1998

## Verkehr und Wirtschaft
Hatvan ist seit 1867 an das ungarische Eisenbahnnetz angeschlossen. Mit Verbindungen nach Budapest im Westen, Füzesabony im Osten, Salgótarján im Norden und Jászberény im Süden, entwickelte sich Hatvan zu einem wichtigen Eisenbahnknotenpunkt, der täglich von 160 Personenzügen frequentiert wird. Zudem besteht mit der Autobahn M3 (E71) eine gute Straßenverbindung nach Budapest und in Richtung Debrecen.
Die ersten wirtschaftlichen Unternehmen, die sich in Hatvan ansiedelten, basierten auf Produkten der Landwirtschaft. 1884 gründete die Industriellenfamilie Deutsch-Hatvany eine Zuckerfabrik in Hatvan. Nach der Verstaatlichung zur Zeit der Volksrepublik Ungarn, kam  es 1991 zur Reprivatisierung des Betriebes, der seit 2003 zum deutschen Nordzucker-Konzern gehört. Tomaten, Erbsen, Gurken, Paprika und andere Gemüsesorten der Agrarproduktion aus der Umgebung von Hatvan werden seit 1934 in der Konservenfabrik Aranyfácán (Goldener Fasan) weiterverarbeitet. Weitere bedeutende Arbeitgeber in Hatvan sind die Matáv AG (Ungarisches Telekom), die Mol AG (Ungarische Motorenölwerke), die Tigáz AG (Erdgasunternehmen), die Robert Bosch Elektronik GmbH sowie die LKH LEONI Kábelgyár Hungaria Kft.

## Sehenswürdigkeiten und Kultur

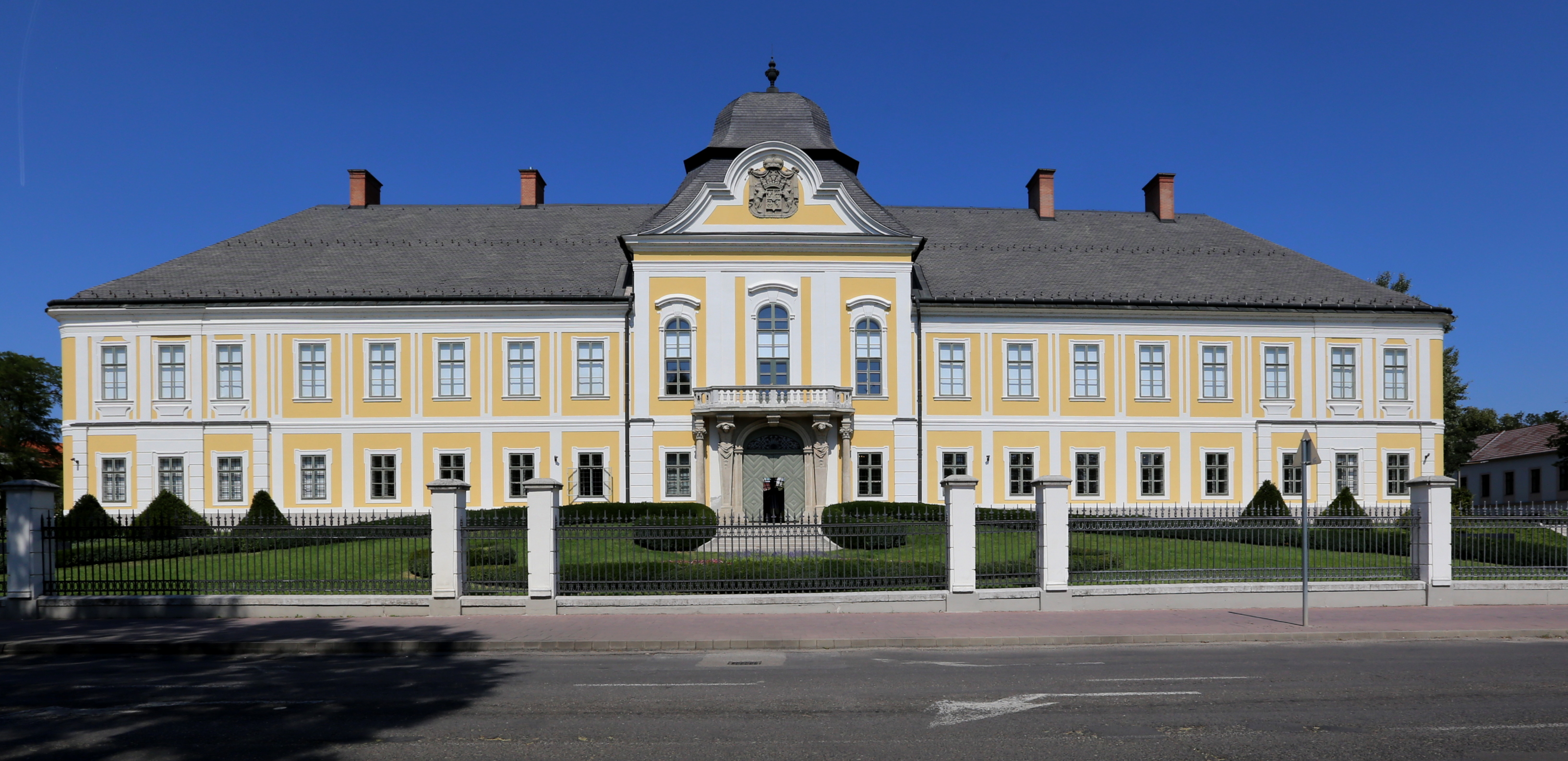
Schloss der Grafen Grassalkovich in Hatvan

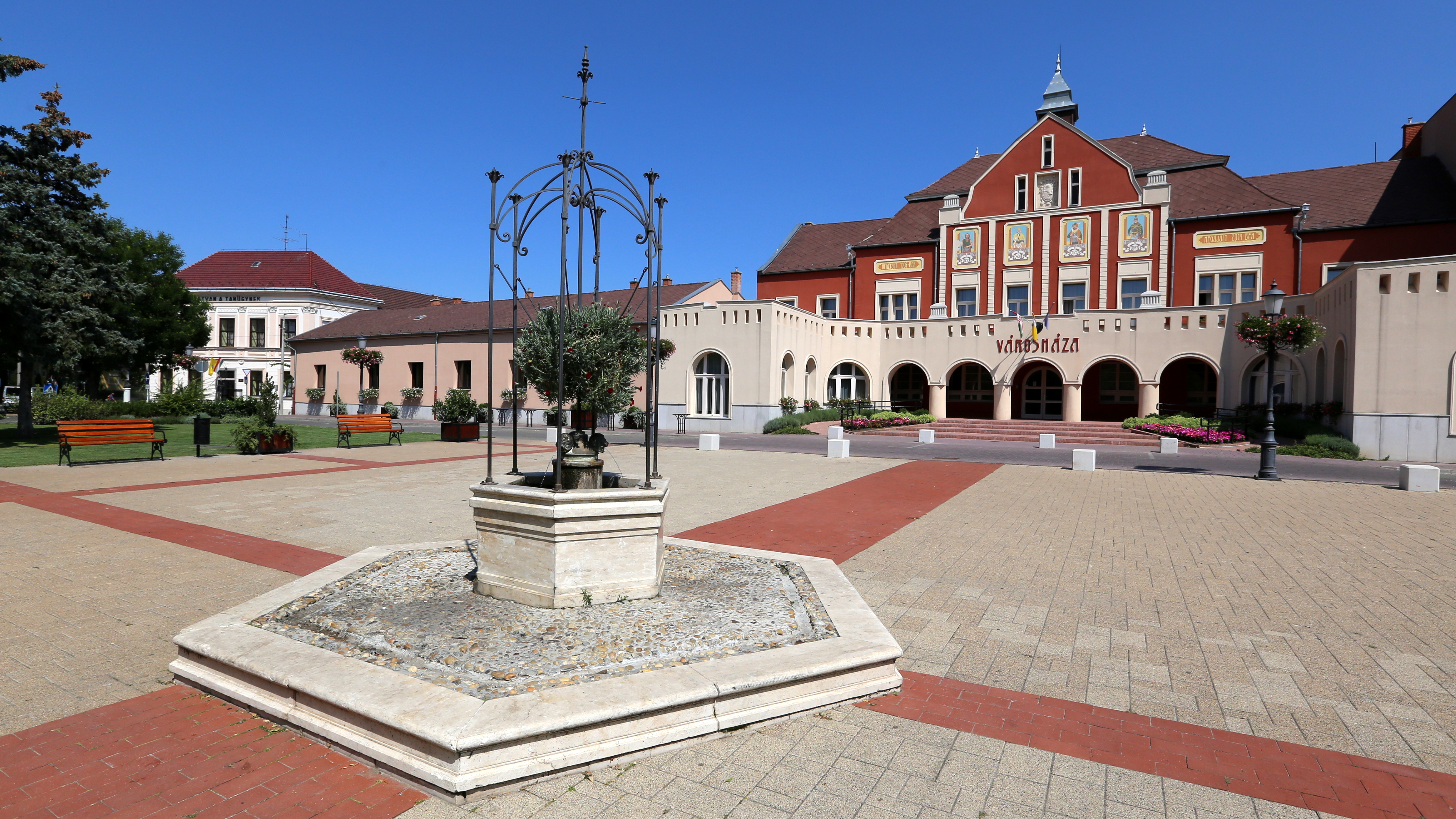
Rathaus

Am zentralen Platz von Hatvan, dem Kossuth-Platz, befinden sich die bedeutendsten Baudenkmäler der Stadt. Das spätbarocke Schloss der Grafen Grassalkovich wurde zwischen 1754 und 1763 unter Leitung der Architekten Ignác Oraschek, Andreas Mayerhoffer und József Jung in zwei Abschnitten als U-formiges Gebäude errichtet. Das Schloss folgt dem sogenannten „Grassalkovich-Stil“, der erstmals im Schloss Gödöllő angewandt wurde. Der dahinterliegenden Garten war ursprünglich im französischen Stil gestaltet und ging in einen Park nach englischem Vorbild über. Von den im Garten befindlichen italienischen Springbrunnen und ehemals 32 Skulpturen sind heute nur noch Fragmente vorhanden.
Die Architekten Oraschek/Jung entwarfen am Kossuth-Platz ebenfalls die 1751–1755 erbaute Kirche St. Adalbert. An dieser Stelle befand sich zuvor eine 1596 zerstörte mittelalterliche Kirche. In der benachbarten, aus dem 18. Jahrhundert stammenden ehemaligen Tuchmanufaktur befindet sich heute, nach mehrmaligen Umbauten, ein Kaufhaus. Ein weiteres Gebäude am Kossuth-Platz ist die von Jozsef Jung entworfene ehemalige Brauerei. Nach schweren Kriegsbeschädigungen befindet sich heute in dem Gebäude das Lajos-Hatvany-Museum.
Auf dem Gelände des 1596 zerstörten Prämonstratenser-Klosters befindet sich das Rathaus der Stadt Hatvan. Das 1729 errichtete Gebäude war zunächst als Frauenkloster errichtet worden, diente danach als Schule, Salzhaus und Apotheke, bevor hier 1862 die Stadtverwaltung einzog. Im Gebäudeinneren sind Gewölbe des Ursprungsbaus erhalten, das Gebäudeäußere ist das Ergebnis von Umbauten aus dem Jahr 1907.

## Persönlichkeiten in Hatvan
Das unter Antal Grassalkovich I. in Hatvan errichtete Schloss war vor allem in der Zeit vom Ende des 19. Jahrhunderts bis in die 1930er Jahre ein beliebter Treffpunkt für Intellektuelle und Künstler. In den 1880er Jahren erwarb das Schloss die jüdischstämmige Familie Deutsch, die sich nach der Erhebung in den Adelsstand nach dem Ort den Namen „Hatvany“ gaben. Prominente Vertreter dieser Familie waren der Industrielle Sándor Hatvany-Deutsch, der Maler und Kunstsammler Ferenc von Hatvany und der Schriftsteller Lajos Hatvany. Zu den Gästen der Hatvanys gehörten Zsigmond Móricz, Endre Ady, Attila József und Thomas Mann, der mehrfach Hatvan besuchte.

### Söhne und Töchter der Stadt
- József Plútó Horváth (* 1980), Bassist